# Kostely milosti
Kostely milosti se nazývá šest velkých původně evangelických kostelů, které byly vystavěny v 18. století ve Slezsku na základě tzv. exekučního recesu k altranstädské smlouvě (1709).
Název kostelů je odvozen jednak od toho, že byly slezským evangelíkům poskytnuty z milosti císaře Josefa I., jednak od toho, že v jejich výstavbě spatřovali evangelíci zvláštní znamení Boží milosti.
Kostely milosti byly vystavěny v Zaháni, Kožichově, Jelení Hoře, Kamenné Hoře (Landeshutě), Miliči a v Těšíně. Nemohly být z trvanlivého materiálu a nesměly mít věž ani zvony. Čtyři z nich byly vystavěny jako tzv. příhradové stavby.
Dodnes se zachovaly čtyři z těchto kostelů milosti – v Jelení Hoře, Kamenné Hoře, Miliči a v Těšíně. Kostel v Zaháni byl rozebrán roku 1967, zbyla z něj pouze věž; stejně tak z kostela v Kožichově zbyla pouze věž (vystavěná v letech 1826–1827). Pouze těšínský Ježíšův kostel je dodnes evangelický. Ostatní zachované kostely byly kvůli demografickým změnám v Dolním Slezsku po druhé světové válce převzaty římskokatolickou církví.

## Galerie

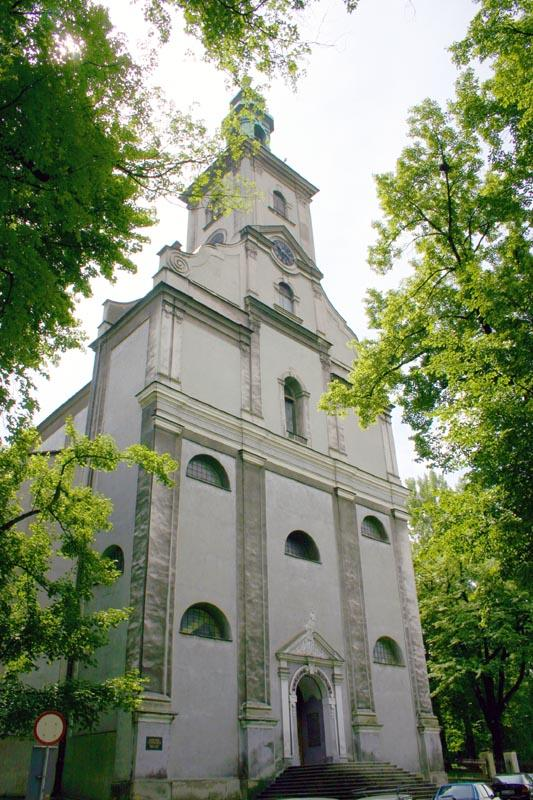
Kostel milosti v Těšíně
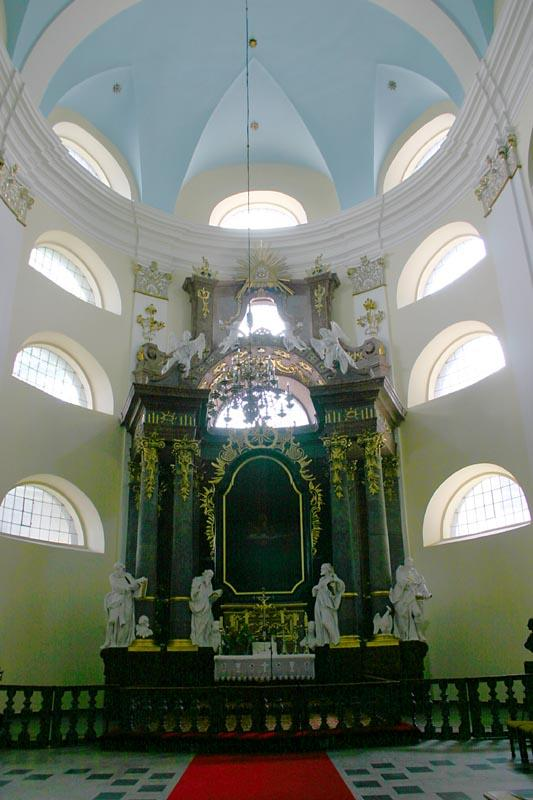
Oltář kostela milosti v Těšíně
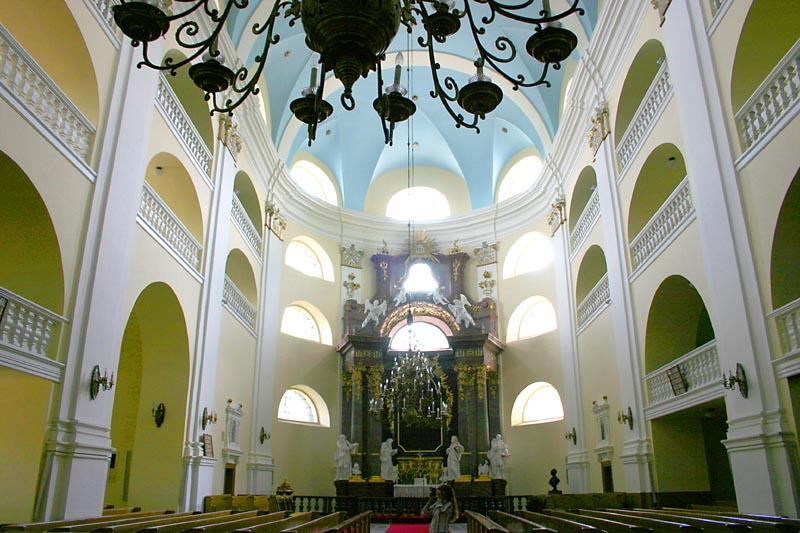
Interiér kostela milosti v Těšíně
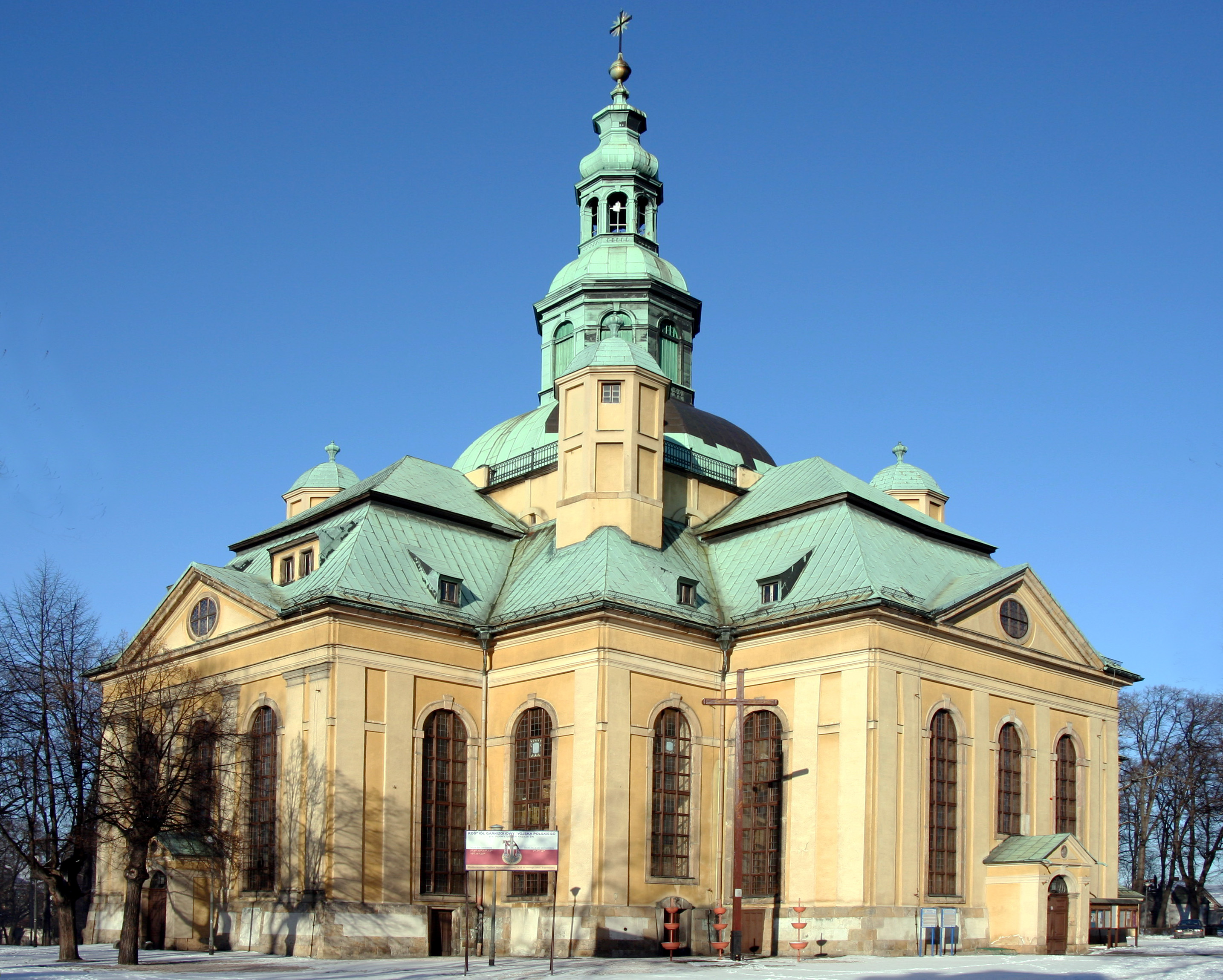
Kostel milosti v Jelení Hoře
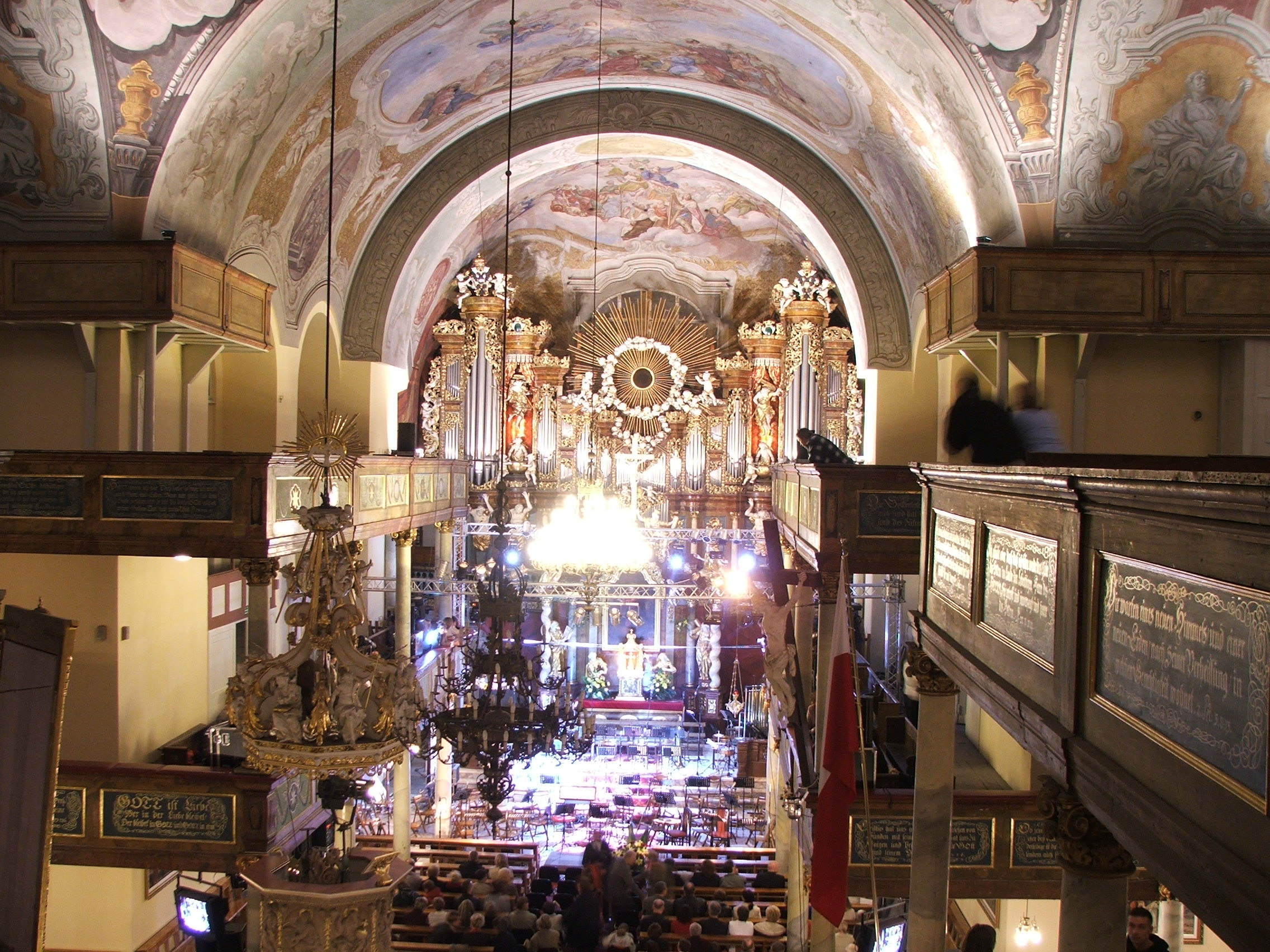
Interiér kostela milosti v Jelení Hoře
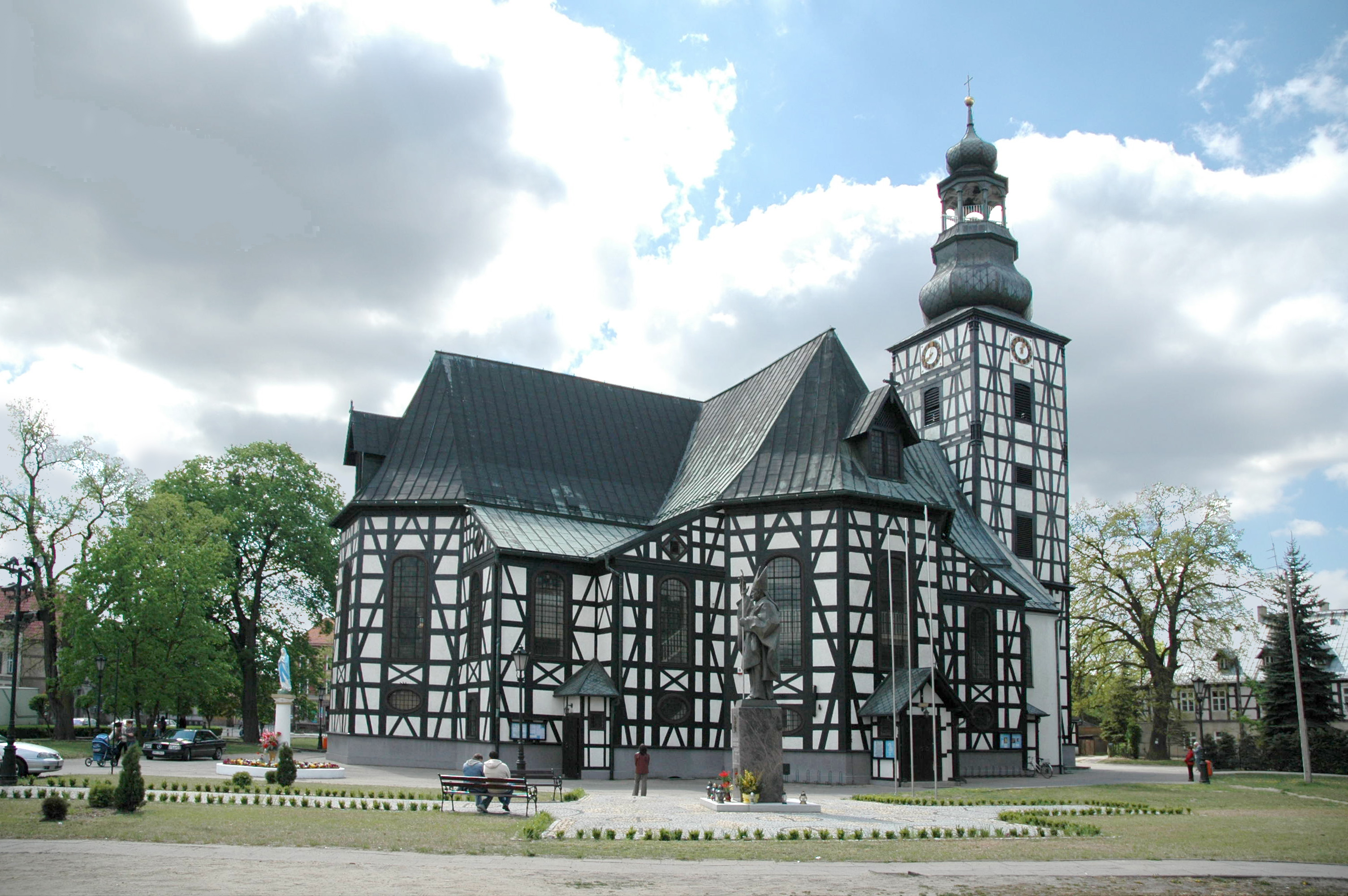
Kostel milosti v Miliči
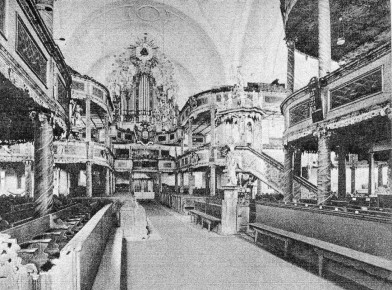
Interiér kostela milosti v Kamenné Hoře na staré pohlednici
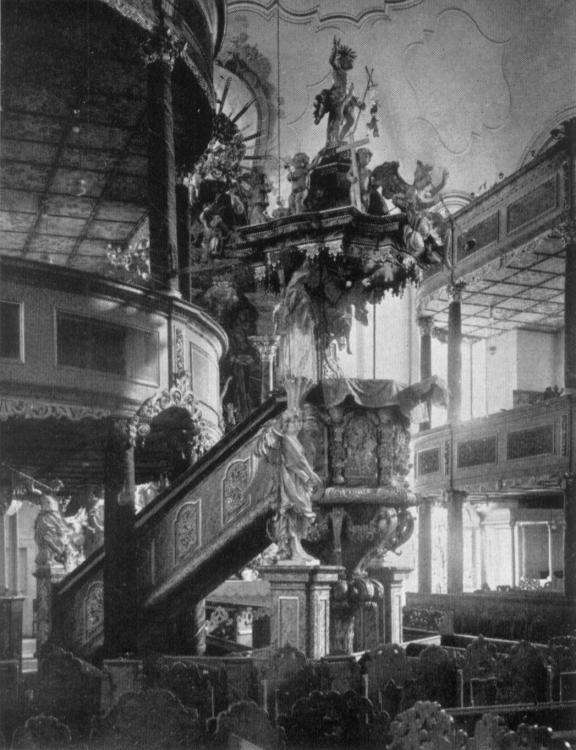
Kazatelna v kostele milosti v Kamenné Hoře na staré pohlednici
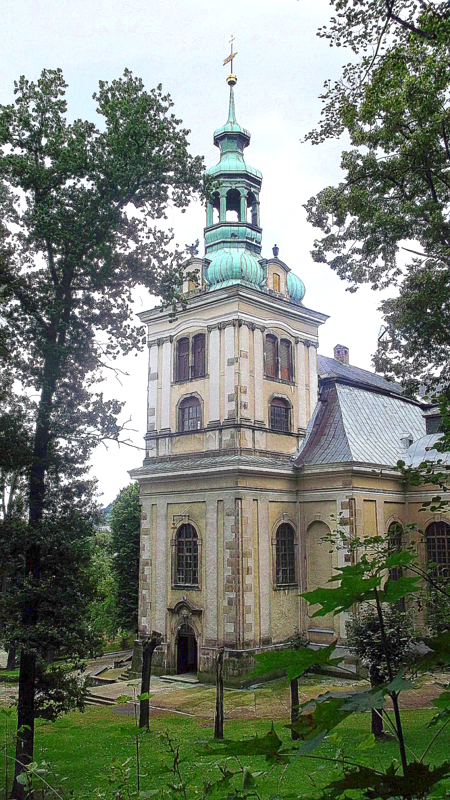
Kostel milosti v Kamenné Hoře
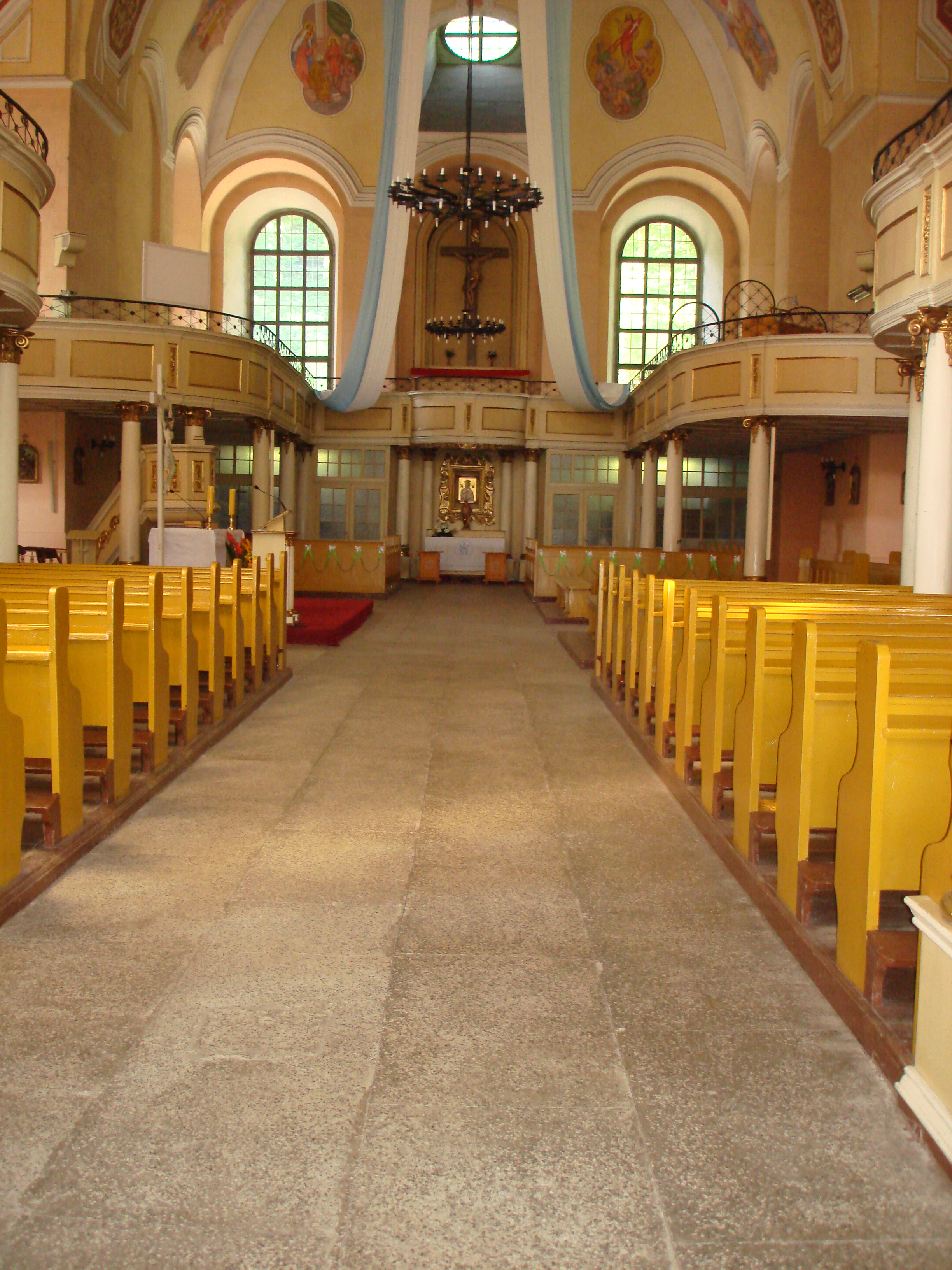
Interiér kostela milosti v Kamenné Hoře
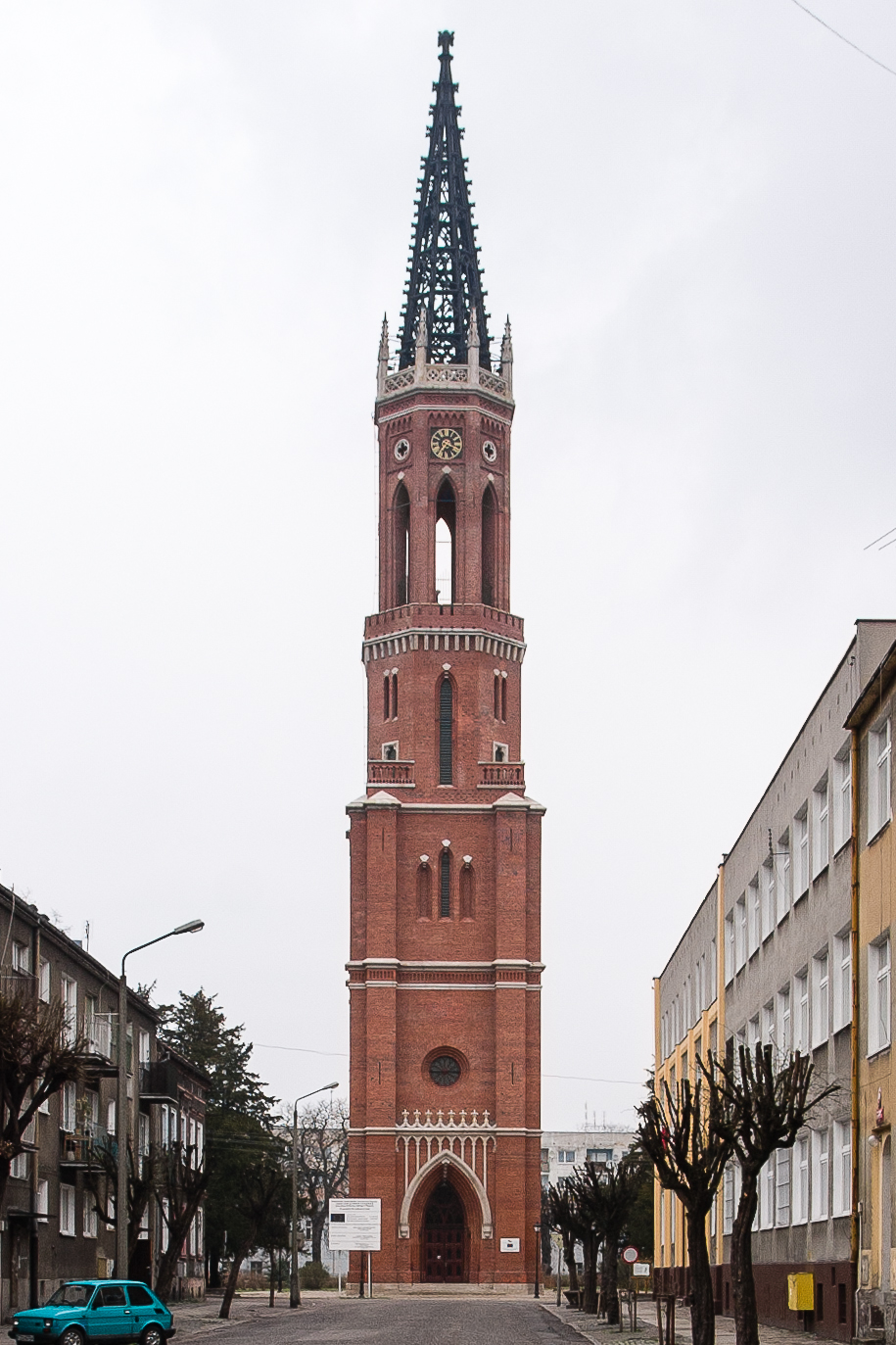
Věž kostela milosti v Zaháni
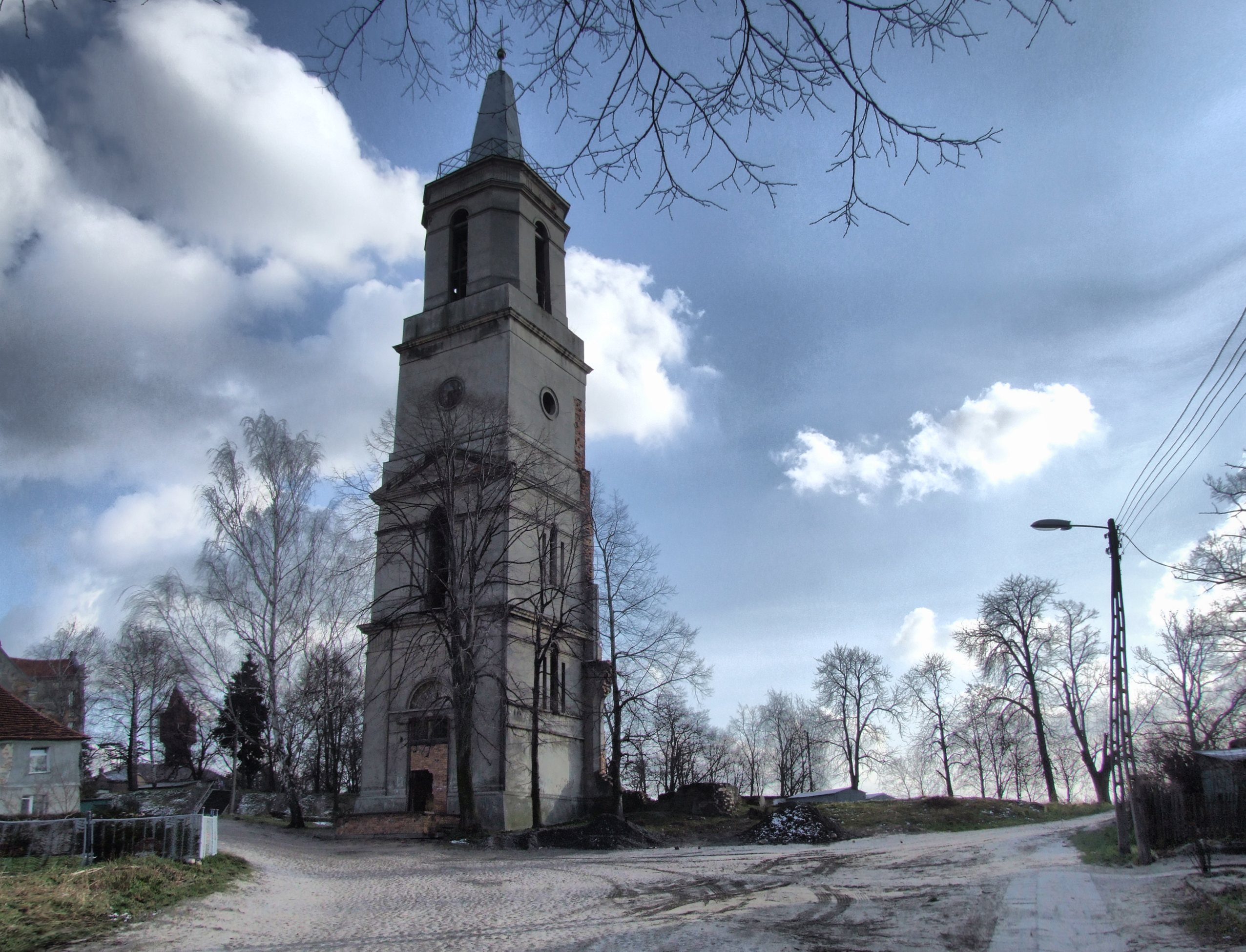
Věž kostela milosti v Kožichově